# Prvan Selo
Prvan Selo is een plaats in de gemeente Perušić in de Kroatische provincie Lika-Senj. De plaats telt 148 inwoners (2001).